# Сјемећ
Сјемећ је насељено мјесто у општини Рогатица, Република Српска, БиХ. Према попису становништва из 1991. у насељу је живјело 42 становника.

## Географија
Сјемећ је планина у источној Босни. Налази се источном дијелу општине Рогатица, а од општинског центра удаљена је око 15 километара. Највиши врх Сјемећа Ивица, налази на 1497 метара надморске висине. Истакнути врхови су : Врањ (1.386 м), Црни Врх (1.288 м), Ивица (1.497 м), Столац (1.435 м), Врачевица (1.361 м), Велико Брдо (1.341 м), Смрчиво Точило (1.151 м), Лијеско Брдо (999 м), Власиње (845 м) и Грабовица (817 м). По томе Сјемећ спада у ред средње високих планина наше земље. Масив Сјемећа је крашка површ нагнута према истоку и динарског је правца пружања (сјеверозапад-југоисток). На планини се налази истоимени превој (1192 м) преко ког води регионална цеста између Рогатице и Вишеграда. Планина нема јасно изражене границе са сусједним планинама.
У структурно-генетском погледу планина Сјемећ је борано-навлачни планински масив унутрашњих Динарида. Морфолошки развој савременог рељефа третираног подручја обиљежен је интензивним геоморфолошким процесима на литолошки изразито стјеновитој подлози. Средњи и горњи тријас са масивним и бречастим кречњацима изграђује највећи простор планине Сјемећ. Доњи тријас заступљен је на западним обронцим планине и представљен је углавном са кварцом, лискуновитим пјешчарима, алверолитима и глинцима. Планина је подручје покривеног или субкутаног карста (крша) са честим појавама вртача и увала. Највећи увалски системи ове планине обликовани су у централном дијелу масива Сјемећа површине 5 км² на 1200 метара н/в (Сјемећко поље).Такође, на подручју споменуте планине врло су честе појаве јама и пећина.
На падинским странама врло су интензивни флувио-денудациони процеси спирања, обурвавања и јаружања којима се невезани стијенски материјал и тло преноси у ниже хипсометријске нивое. Поред ових, као врло важан геоморфолошки агенс, јавља се и физичко (температурно и мразно) разарање стијена. При томе, најчешћи начин транспорта материјала јесу точила, која, у подножју падина, често завршавају сипарима.
Сјемећ је безводна планина са мало сталних извора воде за пиће. Због кречњачког састава и велике испуцалости кречњака вода која дође на подлогу брзо понире и јавља се на другим мјестима, претежно у долини ријеке Дрине. Главна зона излијевања подземних вода са Сјемећа усмјерена је према врелу у Старом Броду на сјевероистоку и југоистоку на врелима у Међеђи. Кад љети пресуше ријетки извори овце и говеда гоне се до прве локве да их тамо напоје. У висораван су усјечене долине многих поточића, али су неке од њих сухе, на пр. Сухи Дол. Највећи поток на Сјемећу је Јабланица, који извире на источној страни Ивице у мјесту Кочарим, тече према истоку и у Дрину утиче код Вишеграда у насељу Осојница.
Планина Сјемећ одликује се великом хетерогеношћу геолошко-петрографског супстрата. У зависности од супстрата, рељефа и хидролошких прилика, на простору планине Сјемећ је дошло до настанка различитих типова тла на различитим топосеквенцама и литосеквенцама. На кречњачким и доломитним супстратима дошло је до стварања серија земљишта типа: литосол, калкомеланосол, калкокамбисол и лувисол. На јаче нагнутим површинама услијед ерозионих процеса,формирала су се млађа тла типа калкомеланосол. На мање нагнутим теренима развили су се калкокамбисоли, а на равнијим формама рељефа лувисоли. На бескарбонатним силикатним супстратима формирана је серија тала са типовима: литисол, регосол (нарастреситим супстратима), ранкер, дистрични камбисол и лувисол. И овдје је утицај рељефа имао значајну улогу у развоју и настајању тла, на силикатно-карбонатним и неутралним стијенама настала је серија тала и то: рендзине, еутрични камбисол, лувисол и смонице.
Вегетацијски покров на подручју Сјемећа резултат је дјеловања различитих физичкогеографских фактора као што су геолошка грађа, рељеф, клима, воде, педолошки покров и антропогени утицаји. Вегетацијске зоне (појасеви) лако су препознатљиве усљед изражених висинских разлика. Брдску вегетацијску зону прекривају шуме букве, јавора и јохе. Горски вегетацијски појас изнад 1.000 м н/в обиљежен је густим састојинама смрче, јеле и букве, које површински запремају највећи дио овога простора. На микролокацијама мразишта присутне су мразишне шуме смрче. Шуме црног бора углавном настањују литице кањона Дрине док су мјешовите састојине бијелог бора, смрче и јеле заступлене на платоу Сјемећа гдје окружују велике површине планинских пашњака. Вегетација еколошки чисте средине планинских пашњака значајна је за развој сточарства а тиме и производњу здраве хране (сир, кајмак, млијеко...) .

## Становништво
| Демографија | Демографија | Демографија |
| Година      | Становника  | Становника  |
| ----------- | ----------- | ----------- |
| 1991.       | 42          |             |

### Презимена
Породице које живе на Сјемећу су Пухалац, Мирковић, Лакић, Церовић, Симић, Шаренац, Нинковић.